# Anticoncilio di Napoli
L’Anticoncilio di Napoli fu un evento anticlericale che ebbe luogo contemporaneamente al Concilio Vaticano I, di cui rappresentò una contestazione pubblica.

## Storia
(Riccardo Bacchelli)
Nel 1869, in contestazione al Concilio Vaticano I, si svolse l'Anticoncilio di Napoli. L'iniziativa, principalmente presa dal deputato Giuseppe Ricciardi e sostenuta da Giuseppe Garibaldi, David Levi e altri sessanta deputati, fece sorgere il movimento italiano del Libero Pensiero "Giordano Bruno".
L'Anticoncilio fu aperto al Teatro San Ferdinando il 9 dicembre. Vi inviarono delegati 62 logge massoniche italiane e straniere, 34 società operaie, 25 associazioni italiane, 26 associazioni straniere, 63 gruppi di liberi pensatori italiani e vi parteciparono a titolo personale 27 stranieri, 58 deputati e 2 senatori.
Il 10 dicembre, durante la seconda seduta, l'Anticoncilio fu sciolto dalla forza pubblica, allarmata dalle accese dichiarazioni politiche contenute in alcuni interventi.